# Polyura (inseto)
Polyura (popularmente conhecidas Nawabs, em inglês, e incluídas ao gênero Charaxes Ochsenheimer 1816 a partir do início do século XXI) foi uma válida categoria taxonômica que perdurou durante o século XX, sendo um gênero, proposto por Gustav Johann Billberg em 1820, de borboletas da família Nymphalidae e subfamília Charaxinae, encontradas na região indo-malaia e Oceania; composto de espécies de voo muito rápido e poderoso, que se alimentam de umidade mineralizada em areia, cascalho ou superfícies de estradas; podendo ser vistas sobre fezes ou carniça, mas também sugando fermentação em frutos e exsudações em troncos de árvores. Suas asas são caracterizadas por tons predominantes de branco ou negro-amarronzado, em vista superior, podendo ter pequenas áreas em amarelo ou azul, com geralmente uma grande área em branco, central, em vista inferior. Seu tipo nomenclatural fora classificado por Carolus Linnaeus, com a denominação de Papilio pyrrhus,  em 1758; colocado no gênero Papilio.

A região indo-malaia é o habitat da maioria das espécies do ex gênero Polyura.[1]
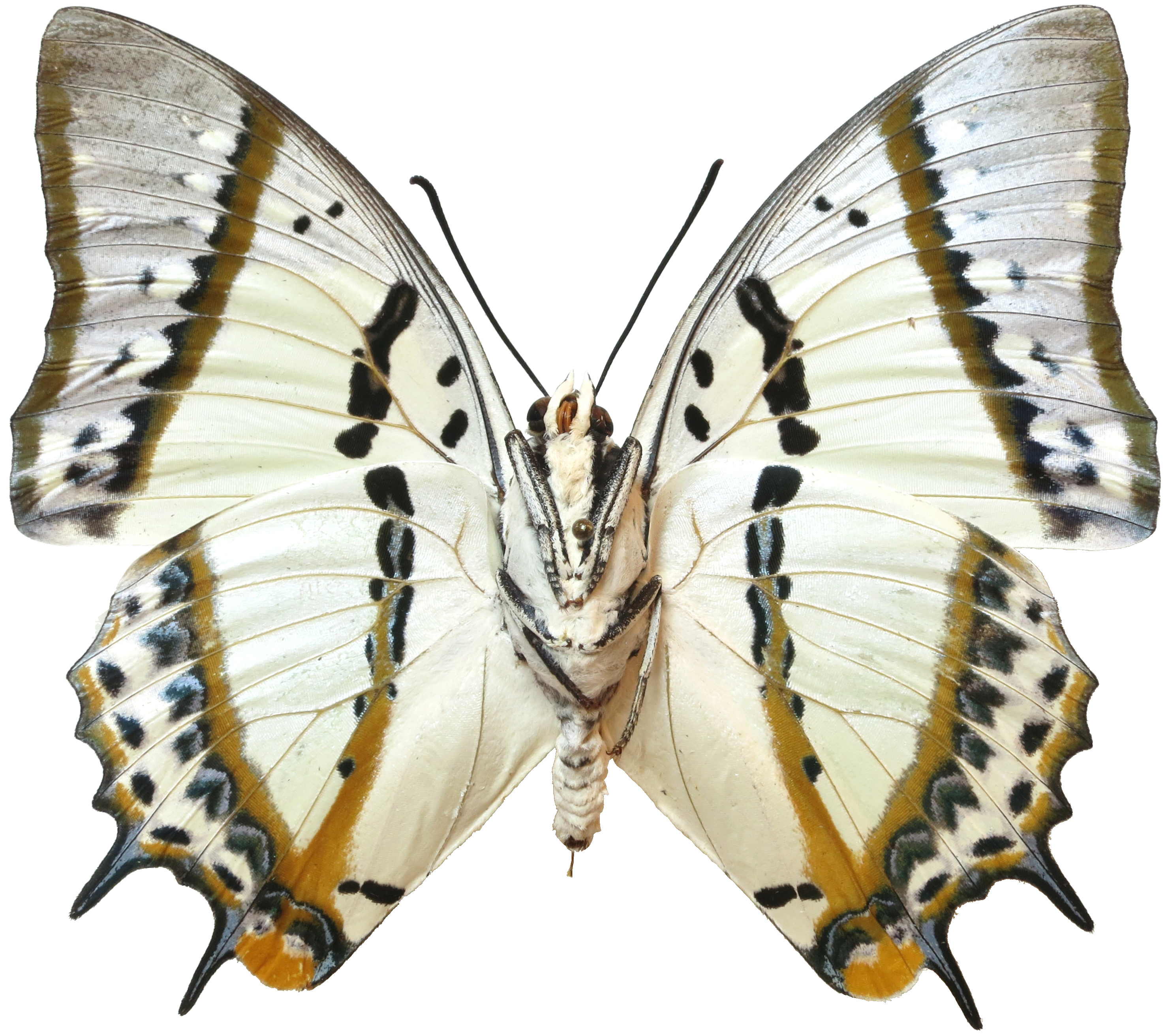
Vista inferior do macho de Charaxes nepenthes (ex P. nepenthes), uma espécie da China e Vietnã.
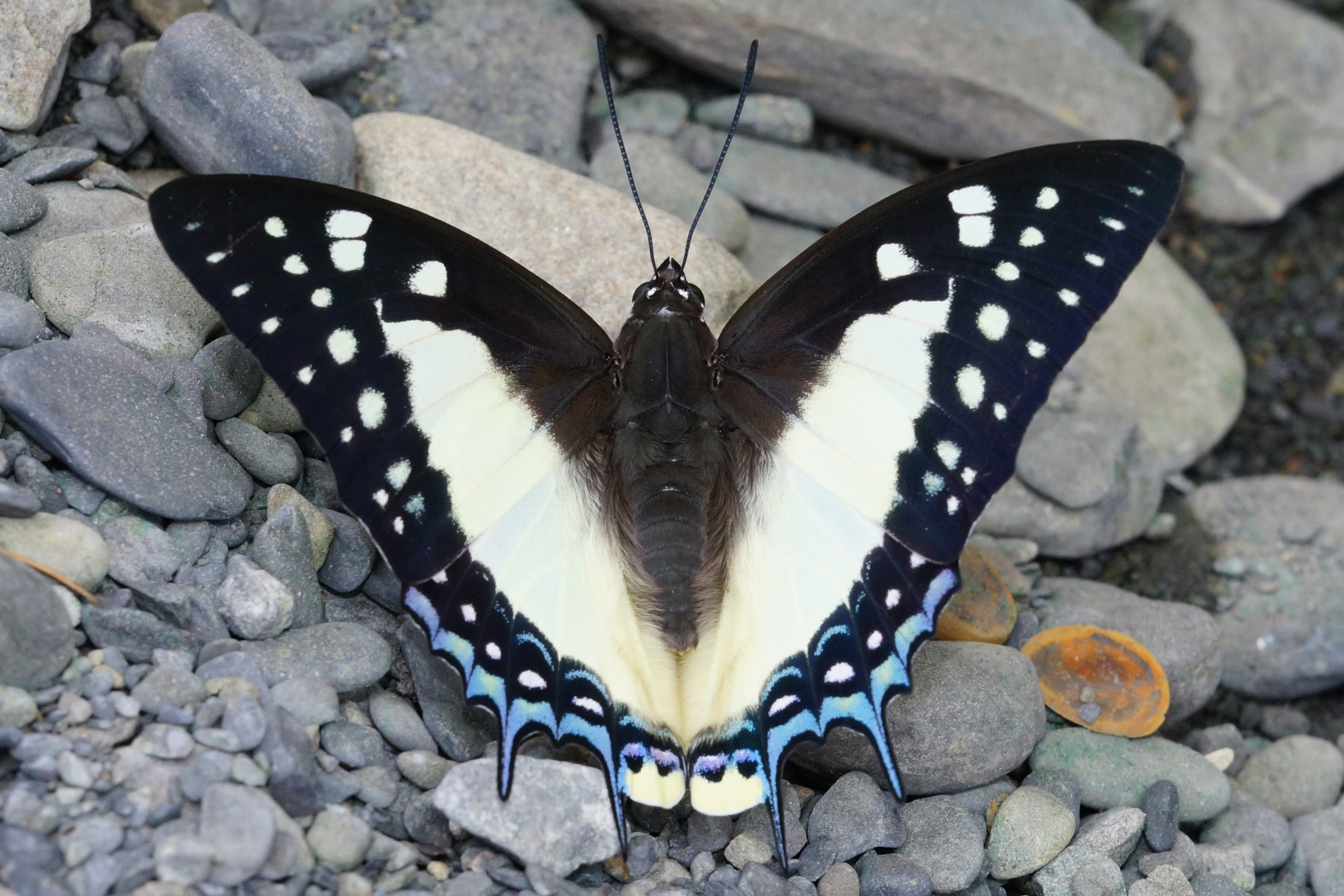
Fotografia de Charaxes eudamippus (ex P. eudamippus) em repouso, da China.
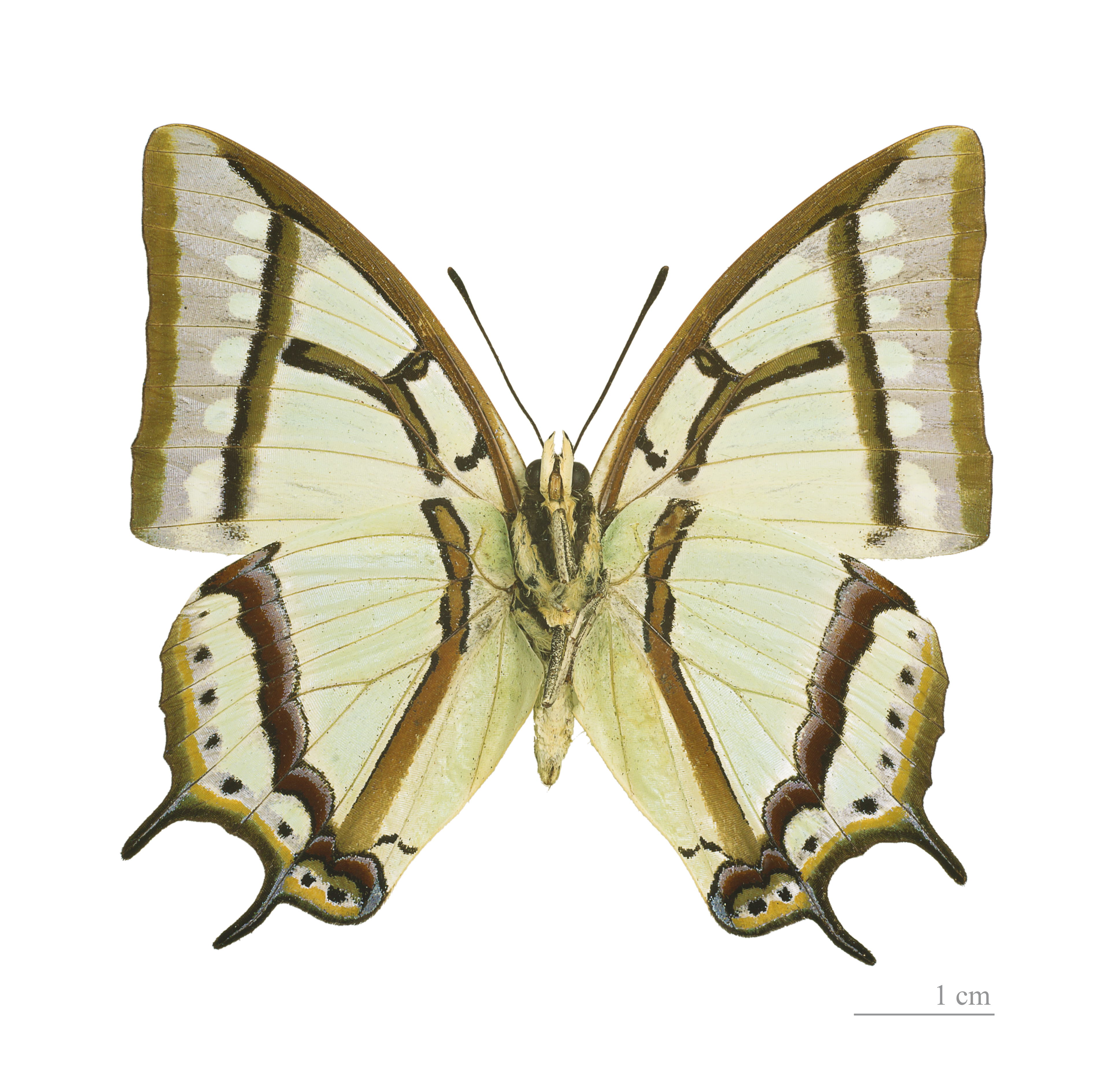
Vista inferior de Charaxes narcaeus (ex P. narcaeus), uma espécie da China e Myanmar.

## Filogenia
Em 2009 um artigo científico de Kwaku Aduse-Poku, Eric Vingerhoedt e Niklas Wahlberg, Out of Africa again: A phylogenetic hypothesis of the genus Charaxes (Lepidoptera: Nymphalidae) based on five gene regions, acrescentou Polyura ao gênero Charaxes, através de sequenciamento de DNA; porém a mudança de táxon ainda é controversa. Artigo de 2015, por Emmanuel F. A. Toussaint, Jérôme Morinière, Chris J. Müller, Krushnamegh Kunte, Bernard Turlin, Axel Hausmann e Michael Balke, Comparative molecular species delimitation in the charismatic Nawab butterflies (Nymphalidae, Charaxinae, Polyura), afirma que "Investigações filogenéticas moleculares do grupo revelaram uma afiliação de parente próximo dentro dos clados de Charaxes, apesar da falta de evidências morfológicas. Apesar de algumas sugestões taxonômicas, a sistemática de Charaxes e seus parentes dos gêneros Euxanthe e Polyura permanece contenciosa. Isto é. É provável que Charaxes represente uma série parafilética complexa".

## Espécies e nomenclatura vernácula inglesa
- Charaxes agraria (ex Polyura agraria) (Swinhoe, 1887)*
- Charaxes alphius (ex Polyura alphius) (Staudinger, 1886)* Staudinger's Nawab
- Charaxes andrewsi (ex Polyura andrewsi) (Butler, 1900)*
- Charaxes arja (ex Polyura arja) (C. & R. Felder, [1867])* Pallid Nawab
- Charaxes athamas (ex Polyura athamas) (Drury, 1770)* Common Nawab
- Charaxes attila (ex Polyura attila) (Grose-Smith, 1889)*
- Charaxes bharata (ex Polyura bharata) (C. & R. Felder, [1867])*
- Charaxes caphontis (ex Polyura caphontis) (Hewitson, 1863)*
- Charaxes clitarchus (ex Polyura clitarchus) (Hewitson, 1874)*
- Charaxes cognata (ex Polyura cognatus) Vollenhoven, 1861*
- Charaxes dehanii (ex Polyura dehanii) (Westwood, 1850)*
- Charaxes delphis (ex Polyura delphis) (Doubleday, 1843)* Jewelled Nawab
- Charaxes dolon (ex Polyura dolon) (Westwood, 1847)* Stately Nawab
- Charaxes epigenes (ex Polyura epigenes) (Godman & Salvin, 1888)*
- Charaxes eudamippus (ex Polyura eudamippus) (Doubleday, 1843)* Great Nawab
- Charaxes gamma (ex Polyura gamma) (Lathy, 1898)*
- Charaxes gilolensis (ex Polyura gilolensis) (Butler, 1869)*
- Charaxes hebe (ex Polyura hebe) (Butler, [1866])*
- Charaxes inopinatus (ex Polyura inopinatus) (Röber, 1939)*
- Charaxes jalysus (ex Polyura jalysus) (C. & R. Felder, [1867])*
- Charaxes jupiter (ex Polyura jupiter) (Butler, 1869)*
- Charaxes luzonica (ex Polyura luzonica) (Rothschild, 1899)*
- Charaxes moori (ex Polyura moori) (Distant, 1883)* Malayan Nawab
- Charaxes narcaea (ex Polyura narcaea) (Hewitson, 1854)* China Nawab
- Charaxes nepenthes (ex Polyura nepenthes) (Grose-Smith, 1883)*
- Charaxes paulettae (ex Polyura paulettae) Toussaint 2015*
- Charaxes posidonius (ex Polyura posidonius) (Leech, 1891)*
- Charaxes pyrrhus (ex Polyura pyrrhus) (Linnaeus, 1758)* Tailed Emperor, Four Tail - Espécie-tipo
- Charaxes pyrrhus galaxia (ex Polyura pyrrhus galaxia: subespécie) (Butler, [1866]) Kalao Nawab
- Charaxes sacco (ex Polyura sacco) Smart, 1977*
- Charaxes sempronius (ex Polyura sempronius) (Fabricius, 1793)*
- Charaxes smilesi (ex Polyura smilesi) Toussaint 2015*
- Charaxes schreiber (ex Polyura schreiber) (Godart, [1824])* Blue Nawab
- Charaxes weismanni (ex Polyura weismanni) (Fritze, 1894)*[1][6][8]

Todas as espécies marcadas com (*) foram retiradas do artigo de Emmanuel F. A. Toussaint, Jérôme Morinière, Chris J. Müller, Krushnamegh Kunte, Bernard Turlin, Axel Hausmann e Michael Balke (2015), incluindo duas espécies novas que foram descritas no gênero Polyura, ainda em uso. As denominações vernáculas foram retiradas de Markku Savella. Os nomes dos determinadores da espécie estão em parênteses, mantendo Polyura como gênero válido.